# Чонгкак
Чонгка́к (малайск.  congkak  джави چوڠكق от congak «устный счёт» или jongka «лодка») — традиционная малайская игра на доске, разновидность игры манкала. Получила широкое распространение также в Индонезии и на Филиппинах.

## История
Полагают, что игра была завезена в Юго-Восточную Азию индийцами в 15 в. и распространилась по Малайскому архипелагу через Малаккский султанат. Первоначально была прерогативой двора правителей, позднее стала популярной и среди простых граждан

## Описание игры
Имеет форму лодки (длина 80 см, ширина 18 см). На концах доски находятся по одному углублению (т. н. дом), а на каждой из сторон, называемых деревней, — по 5 либо 7 лунок. Играют стеклянными шариками (изначально — семена сага или гевеи) в количестве 5 или 7 на одну лунку по установленным правилам два человека. Выигрывает тот, кто соберет в своем «доме» больше всего шариков. Другие названия: чонгклак (Индонезия), дакон (Ява), сунгка (Филиппины).

## В культуре
- Малайзийский фильм «Чонгкак» (мал., 2008 год, реж. Ахмад Идхам (мал.))

## Культурное значение
Считается, что эта игра полезна для развития определённых математических принципов.
На монете второй серии малайзийского ринггита номиналом 10 сен на реверсе изображена доска конгкака в знак признания долгой истории конгкака в Малайзии.